# 堀榮助
堀 榮助（ほり えいすけ、1871年7月13日（明治4年5月26日） - 1940年（昭和15年）7月19日）は、日本の地主、神奈川県多額納税者、資産家。族籍は神奈川県平民。前名・三郎。

## 人物
神奈川県横浜市出身。先代榮助の長男。1892年、東京専門学校（現早稲田大学）邦語政治科卒業。同期卒業生46人中第4位であった。1902年、父が病没したため家督を相続し、三郎を改め襲名した。
貸地業を営んだ。北海道、朝鮮に土地を有し、多額納税者であった。貴族院多額納税者議員選挙の互選資格を有した。
宗教は日蓮宗。趣味は読書、俳句。住所は神奈川県横浜市中区英町、同市神奈川区浅間町。

## 家族・親族
堀家
- 父・榮助（旧越後長岡藩士[6]、神奈川平民[7]） - 父・榮助は旧越後長岡藩士で、安政年間故あって神奈川奉行所に入り、以来横浜に居住した[6]。明治初年蠣灰石灰その他の雑業を営み、傍ら金融事業に従事した[6]。
- 母・サダ（1857年 - ?、新潟、田澤重吉の長女）[8]
- 妻
  - テイ（1880年 - 1914年[6]、神奈川、相澤益造の姪）[8]
  - ハツ（1892年 - ?、神奈川、渋谷金次郎の長女[1]、渋谷幸次郎の孫[4]）
- 嗣子・敦（1901年 - ?）[1][3]
- 二男・瑛（1902年 - ?）[6][8]
- 三男・喬（1904年 - ?）[1][3][6]
- 四男・功（1905年 - ?）[6][8]
- 六男・㐮（1909年 - ?）[1][3][6]
- 七男・允（1910年 - ?）[1][3][6]
- 八男（1913年 - ?）[1][3]
- 九男（1918年 - ?）[1][3]
- 十男（1923年 - ?）[1][3]
- 十一男（1925年 - ?）[1][3]
- 十二男（1927年 - ?）[1][3]
- 長女（1912年 - ?）[1][3]
- 二女（1921年 - ?）[1][3]